# Heteropanax balanseanus
Heteropanax balanseanus är en araliaväxtart som beskrevs av C.B.Shang. Heteropanax balanseanus ingår i släktet Heteropanax och familjen Araliaceae. Inga underarter finns listade.